# رومولو برونی
رومولو برونی (ایتالیایی: Romulo Bruni; ۱۸ مهٔ ۱۸۷۱ – ۱۴ مهٔ ۱۹۳۹) دوچرخه‌سوار اهل ایتالیا بود.